# Cloclo
Cloclo je belgicko-francouzský životopisný film z roku 2012, který režíroval Florent-Emilio Siri podle vlastního scénáře. Snímek měl světovou premiéru 14. března 2012.

## Děj
Film zachycuje život populárního zpěváka Clauda Françoise od jeho mládí v Ismailii v Egyptě až do jeho náhodné smrti v jeho pařížském bytě 11. března 1978.

## Obsazení
| Jérémie Renier      | Claude François                       |
| Benoît Magimel      | Paul Lederman                         |
| Emmanuel Rossfelder | Gilbert Bécaud                        |
| Monica Scattini     | François, matka Clauda                |
| Sabrina Seyvecou    | Josette François, sestra Clauda       |
| Ana Girardot        | Isabelle Forêt                        |
| Joséphine Japyová   | France Gallová                        |
| Maud Jurez          | Janet Woollacott                      |
| Marc Barbé          | Aimé François, otec Clauda            |
| Éric Savin          | Jean-Jacques Tilché, umělecký ředitel |
| Sophie Meister      | Kathalyn Jones                        |
| Janicke Askevold    | Sofia                                 |
| Edouard Giard       | Ticky Holgado                         |
| Jérémy Charbonnel   | Christian Morise                      |
| Robert Knepper      | Frank Sinatra                         |
| Alison Wheeler      | Sylvie Mathurin                       |
| Alban Aumard        | Jean-Pierre Bourtayre                 |
| Fleur Lise Heuet    | Nicole Gruyer                         |
| Bruno Flender       | Gros Minet                            |
| Pascal Aubert       | Eddy Marnay                           |
| François Bureloup   | ředitel Cartier                       |
| Cédric Chatelain    | Gilbert Moreau                        |
| Bertrand Nadler     | Éric Eschenlohr                       |
| Lætitia Colombani   | Vline Buggy                           |
| Vincent Nemeth      | Bruno Coquatrix, ředitel Olympie      |
| Adriano Sinivia     | Louis Frosio                          |
| Pierre Diot         | policista                             |
| Jean Vincentelli    | kněz                                  |
| Émilie Caen         | Geneviève Leroy                       |
| Damien Vault        | obchodník s deskami                   |
| Aude Pépin          | uvaděč v Disques Flèche               |
| Thomas Jouannet     | Alain-Dominique Perrin                |
| Arthur Defays       | Johnny Hallyday                       |

## Ocenění
- Filmový festival v Cabourgu: Swann d'Or pro nejlepšího herce (Jérémie Renier)
- Globes de cristal: nejlepší herec (Jérémie Renier)
- César: nejlepší zvuk (Antoine Deflandre, Germain Boulay a Éric Tisserand); nominace v kategoriích nejlepší herec (Jérémie Renier), nejlepší herec ve vedlejší roli (Benoît Magimel), nejlepší výprava (Philippe Chiffre), nejlepší kostýmy (Mimi Lempicka)